# Bistum Ariano Irpino-Lacedonia
Das Bistum Ariano Irpino-Lacedonia (lateinisch Dioecesis Arianensis Hirpina-Laquedoniensis, italienisch Diocesi di Ariano Irpino-Lacedonia) ist eine in Italien gelegene Diözese der römisch-katholischen Kirche mit Sitz in Ariano Irpino.
Das Bistum gehört zur Kirchenprovinz Benevent und wurde im 11. Jahrhundert als Bistum Ariano begründet. Das Bistum Ariano Irpino-Lacedonia entstand am 30. September 1986 durch die Vereinigung der vormals selbständigen Bistümer Ariano Irpino und Lacedonia. 